# Vendetta (album de Zemfira)
Pour les articles homonymes, voir Vendetta (homonymie).
Vendetta (en russe : Вендетта) est le quatrième album studio de la chanteuse russe Zemfira. Il est sorti le 1er mars 2005.